# Sport Management
A BPM Sport Management egy 1987-ben alapított olasz vízilabda-klub. Jelenleg a Serie A1-ben szerepel, mely az első osztálynak felel meg. Székhelye Busto Arsizio városában van.

## Játékoskeret
A 2016-17-es idény játékoskerete:
| - Vinicius Antonelli (kapus) - Dejan Lazović (kapus) - Marko Jelača - Predrag Zimonjić - Giuseppe Valentino - Niccolò Gitto - Andrea Di Fulvio (bekk) - Tommaso Vergano (bekk) | - Andrea Razzi (bekk) - Antonio Petković - Cristiano Mirarchi - Giacomo Bini - Stefano Luongo - Valentino Gallo - Arnaldo Deserti - Romain Blary |